# Ngụy Thư
Ngụy Thư (chữ Hán: 魏舒; 565 TCN-509 TCN), hay Ngụy Trà tức Ngụy Hiến tử (魏献子) là vị tông chủ thứ sáu của họ Ngụy, thế gia nước Tấn thời Đông Chu trong lịch sử Trung Quốc, và là tổ tiên của nước Ngụy, một trong Chiến Quốc Thất hùng sau này. Ông làm đại phu nước Tấn dưới các đời Tấn Bình công, Tấn Chiêu công, Tấn Khoảnh công và Tấn Định công.

## Thân thế
Về thân thế của Ngụy Thư, sử sách ghi chép không đồng nhất. Theo Hán thư, ông là con của Ngụy Giáng, vị tông chủ thứ 5 họ Nguỵ, Năm 556 TCN, Ngụy Giáng tử trận, Ngụy Thư trở thành thủ lĩnh họ Ngụy. Còn theo ghi chép trong Sử ký, ông là cháu nội của Ngụy Giáng, sau khi Giáng mất, cha ông là Ngụy Doanh kế vị rồi truyền cho ông. 

## Thời Tấn Bình công
Từ khi Ngụy Thư lên kế tập, thì họ Loan đang cường thịnh, trước đó năm 573 TCN, Loan Thư đã giết Tấn Lệ công, từ đấy muốn chiếm quyền lực của các quan khanh khác. Ngụy Thư và con Loan Thư là Loan Yểm có quan hệ thân thiết. Sau khi Loan Yểm chết, Loan Doanh kế tập. Năm 553 TCN, Doanh mâu thuẫn với các đại phu, bỏ chạy sang nước Tề. Tháng 4 năm 550 TCN, được Tề Trang công giúp đỡ, Loan Doanh đem quân về nước, chiếm đất Khúc Ốc, rồi gửi thư nhờ Ngụy Thư giúp mình làm nội ứng. Sau đó Doanh mang quân đánh úp Giáng đô. Giáng đô không kịp phòng bị nên thất thủ. Phạm Mang đưa Tấn Bình công chạy sang Cố cung. Con Phạm Mang là Phạm Ưởng dò biết Ngụy Thư định giúp cho Loan Doanh, tìm cách ngăn trở khiến Ngụy Thư bị giữ chân trong triều, không thể ra mặt điều quân giúp họ Loan. Sai đó, Phạm Mang diệt Loan Doanh, tiêu diệt họ Loan.
Sau đó Ngụy Thư được phong Thượng quân tá, cùng Hàn Khởi, Triệu Vũ đảm đương chính sự nước Tấn. Năm 541 TCN, Tấn giao chiến với nước Địch, Ngụy Thư đem Thượng quân trợ giúp, nói với Tuân Ngô nên dùng xa binh thay cho bộ binh nhưng Tuân Ngô không nghe, kết quả quân Tấn thảm bại.

## Chính khanh nước Tấn
Năm 520 TCN, Chu Cảnh Vương mất. Chu Điệu vương lên ngôi bị em là công tử Triều giết. Ngụy Thư cùng lục khanh mang quân sang dẹp loạn, lập công tử Cơ Cái lên ngôi, tức là Chu Kính Vương.
Năm 514 TCN, Chính khanh nước Tấn là Hàn Khởi lâm bệnh qua đời, Ngụy Thư nối chức Chính khanh. Lúc đó, Tấn Khoảnh công ghét hai họ công thất là Kỳ Doanh và Dương Tự Ngã, Ngụy Thư cùng Triệu Ưởng bèn dùng pháp luật buộc tội và giết chết hai người. Tấn Khoảnh công diệt hẳn hai họ công thất. Đất đai của hai họ thì Ngụy và Triệu lấy chia nhau, từ đó thế lực ngày càng lớn.
Năm 509 TCN, Tấn Định công sai Ngụy Thư sang giúp nhà Chu xây thành. Ngụy Thư bèn triệu tập các đại phu đến đất Tuyền (thuộc Lạc Dương), giao cho Hàn Giản và Nguyên Thọ xây thành, còn mình đến Đại Lăng Trạch (Tây Bắc Hà Nam), đốt lửa thiêu hoang. Sau khi trở về thì ông lâm bệnh mất. Con là Ngụy Thủ kế tập.